# 天養
天養（てんよう、旧字体：天養󠄁）は、日本の元号の一つ。康治の後、久安の前。1144年から1145年までの期間を指す。この時代の天皇は近衛天皇。

## 改元
- 康治3年2月23日（ユリウス暦1144年3月28日） 甲子革令に当たるため改元
- 天養2年7月22日（ユリウス暦1145年8月12日） 久安に改元

## 天養期におきた出来事
- ハレー彗星出現

## 西暦との対照表
※は小の月を示す。
| 天養元年（甲子） | 一月※     | 二月  | 三月 | 四月※ | 五月  | 六月※ | 七月  | 八月※ | 九月※ | 十月  | 十一月※ | 十二月  |           |
| ---------------- | --------- | ----- | ---- | ----- | ----- | ----- | ----- | ----- | ----- | ----- | ------- | ------- | --------- |
| ユリウス暦       | 1144/2/6  | 3/6   | 4/5  | 5/5   | 6/3   | 7/3   | 8/1   | 8/31  | 9/29  | 10/28 | 11/27   | 12/26   |           |
| 天養二年（乙丑） | 一月      | 二月※ | 三月 | 四月  | 五月※ | 六月  | 七月※ | 八月  | 九月※ | 十月※ | 閏十月  | 十一月※ | 十二月    |
| ユリウス暦       | 1145/1/25 | 2/24  | 3/25 | 4/24  | 5/24  | 6/22  | 7/22  | 8/20  | 9/19  | 10/18 | 11/16   | 12/16   | 1146/1/14 |